# Plains (Teksas)
Plains je gradić u američkoj saveznoj državi Teksas. Prema popisu stanovništva iz 2010. u njemu je živjelo 1.481 stanovnika.